# Бегин, Менахем
Мена́хем Бе́гин (ивр. מְנַחֵם בֵּגִיןо файле‎), при рождении Мечислав Бегун (идиш מיעקשיסלאוו בעגון‎, пол. Mieczysław Biegun, бел. Мечыслаў Бегун; в сохранившихся документах 1931—1937 годов, включая паспорт — пол. Menachem Begin, в период нахождения в СССР — Менахем Вольфович Бегин; 16 августа 1913, Брест-Литовск, Гродненская губерния, Российская империя — 9 марта 1992, Тель-Авив, Государство Израиль) — израильский политический и государственный деятель, шестой премьер-министр Израиля (1977—1983). Лауреат Нобелевской премии мира (1978).
Министр связи (1977), министр юстиции (1977), министр труда и социального обеспечения (1977), министр транспорта (1977), министр иностранных дел (1979—1980), министр обороны (1980—1981), министр сельского хозяйства (1983).
В 1940-х годах руководитель еврейской подпольной организации Иргун. Депутат Кнессета десяти созывов (1949—1984). Основатель и председатель движения и партии Херут (1948), затем — партии Ликуд (с 1973). Крупный деятель либерального сионизма.

## Биография

### Молодость
Родился в семье секретаря брест-литовской еврейской общины Вольфа Бегуна, одним из первых в городе примкнувшего к сионизму; мать — Хася Бегун (урождённая Косовская).
Окончил в Брест-Литовске еврейскую религиозную школу, затем государственную гимназию (1931) и поступил на юридический факультет Варшавского университета, который и окончил в 1935 году со степенью магистра права. Навыки правоведа впоследствии были для него характерны как для политического деятеля.
Будучи потомственным сионистом, Бегин с 10-летнего возраста состоял в детской (скаутской) сионистской организации «Хашомер-Хацаир». В 16 лет он примкнул к «ревизионистскому сионизму», увлечённый выступлениями его основателя Зеева Жаботинского. Бегин вступил в молодёжную организацию ревизионистов «Бейтар». «В Бейтаре меня покорил цельный сионизм, Страна Израиля, еврейское государство вскоре, в наши дни» — писал он впоследствии. Он быстро сделал карьеру, став сначала руководителем брестского отделения, в 1931 году был избран членом руководства «Бейтар» в Польше, в 1936 назначен главой «Бейтар» в Чехословакии, а затем, в марте 1939 года, Жаботинский назначил его общим руководителем («комендантом») «Бейтар» в Польше. «Этот парень далеко пойдёт» — сказал о нём Жаботинский.
При этом сам Бегин выступал с крайних позиций против самого Жаботинского, которого он всегда считал своим учителем. В 1939 году Бегин был осуждён на 6 недель тюрьмы за организацию демонстрации протеста перед посольством Великобритании. Став руководителем Бейтара, Бегин сразу начал формировать ячейки боевой организации «Эцель» (Иргун) и одновременно пытался организовать массовые выезды польских евреев в Палестину. С нападением Германии на Польшу Бегин предложил польскому правительству сформировать часть из бейтаровцев, но получил отказ.
При приближении немцев к Варшаве Бегин бежал в Вильнюс. В 1941 году вся его семья была убита немцами. 20 сентября 1940 года в Вильнюсе Бегин был арестован НКВД и заключён в Лукишкскую тюрьму. Позже он описал свой тюремный опыт и ход следствия. Его обвиняли в том, что он «агент британского империализма» и угрожали 58-й статьёй УК РСФСР, но приговорили к восьми годам заключения как социально-опасного элемента или СОЭ. 1 июня 1941 года его этапировали в лагерь на станции Кожва Северо-Печорского ИТЛ в Коми АССР. Десятилетие спустя Бегин описал свои размышления о переживаниях на допросах и жизни в лагере в воспоминаниях «В белые ночи».
В 1941 году Бегин был освобождён из лагеря как польский подданный и вступил в армию Андерса, в составе которой вскоре в мае 1942 года оказался в Палестине. В 1943 году он дезертировал из армии и полностью посвятил себя борьбе за создание еврейского государства.

### Политическая деятельность в Израиле

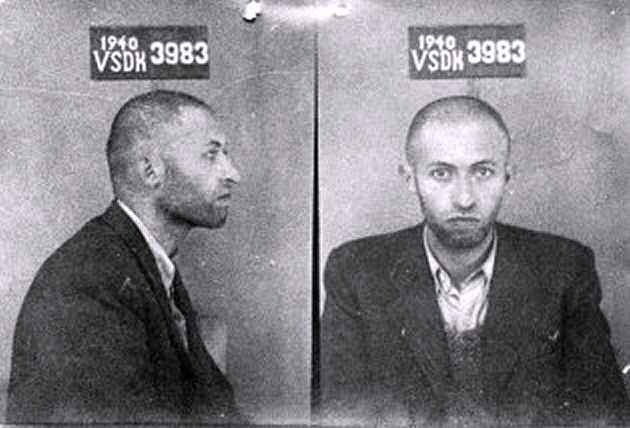
Фото Бегина из архивов НКВД после его ареста в конце 1940 года

Фальшивый паспорт Бегина в эпоху подполья

В декабре 1943 года Бегин стал руководителем подпольной организации «Иргун» и в этом качестве провозгласил восстание против английского мандата, начав нападения и террористические акции против английских войск, властей и учреждений (из них наиболее известен взрыв английской штаб-квартиры в иерусалимской гостинице «Царь Давид»). Англичане назначили за его голову награду в 10 тыс. фунтов (30 тыс. долларов).
Впоследствии, в одном из интервью на замечание, что он, как и Ясир Арафат, является террористом, Бегин ответил: «Я террорист, а он — бандит!».
В 1944 и 1948 годах (см. дело «Альталены») дважды возникали ситуации, когда «Иргун» была на грани вооруженных столкновений с Хаганой (подпольная вооружённая организация, подчинявшаяся руководству Сионистской федерации); оба раза только прямой запрет Бегина на акции против евреев спас сионистов от междоусобной войны.
Бегин — активный участник Войны за независимость Израиля.
В 1948 году, после создания Государства Израиль, Иргун самораспустился и влился в Армию обороны Израиля. На основе Иргуна Бегин создал партию «Херут» («Свобода») и, в качестве её руководителя, стал лидером правой оппозиции в Кнессете. На выборах в Кнессет 1-го созыва 25 января 1949 года Херут получил 11,5 % голосов.
По своей программе «Херут» продолжала традиции ревизионизма, сочетая приверженность идее Эрец-Исраэль (официальный гимн партии, — на стихи Зеэва Жаботинского,- включал слова «Два берега у Иордана — и оба наши!») с праволиберальной экономической программой, и выступая лидером оппозиции социалистическому руководству страны.
В 1952 году были установлены дипломатические отношения с ФРГ и подписаны соглашения о репарациях (выплате правительством Германии денежной компенсации евреям, пострадавшим во Второй мировой войне). «Херут» активно выступила против «прощения врагу», и Бегин возглавил массовые антиправительственные демонстрации протеста.
С этого момента начался неуклонный рост популярности «Херута», и на выборах 1961 года представительство партии увеличилось до 17 мандатов.
Накануне Шестидневной войны 1967 года, когда ситуация требовала консолидации всех национальных сил, Бегин впервые вошёл в правительство (как министр без портфеля), и оставался на посту до 1970 года. После создания в 1973 году правого блока Ликуд возглавил этот блок и в результате его победы на выборах в 1977 году сформировал первое в Израиле правое (не социалистическое) правительство.

### Премьер-министр

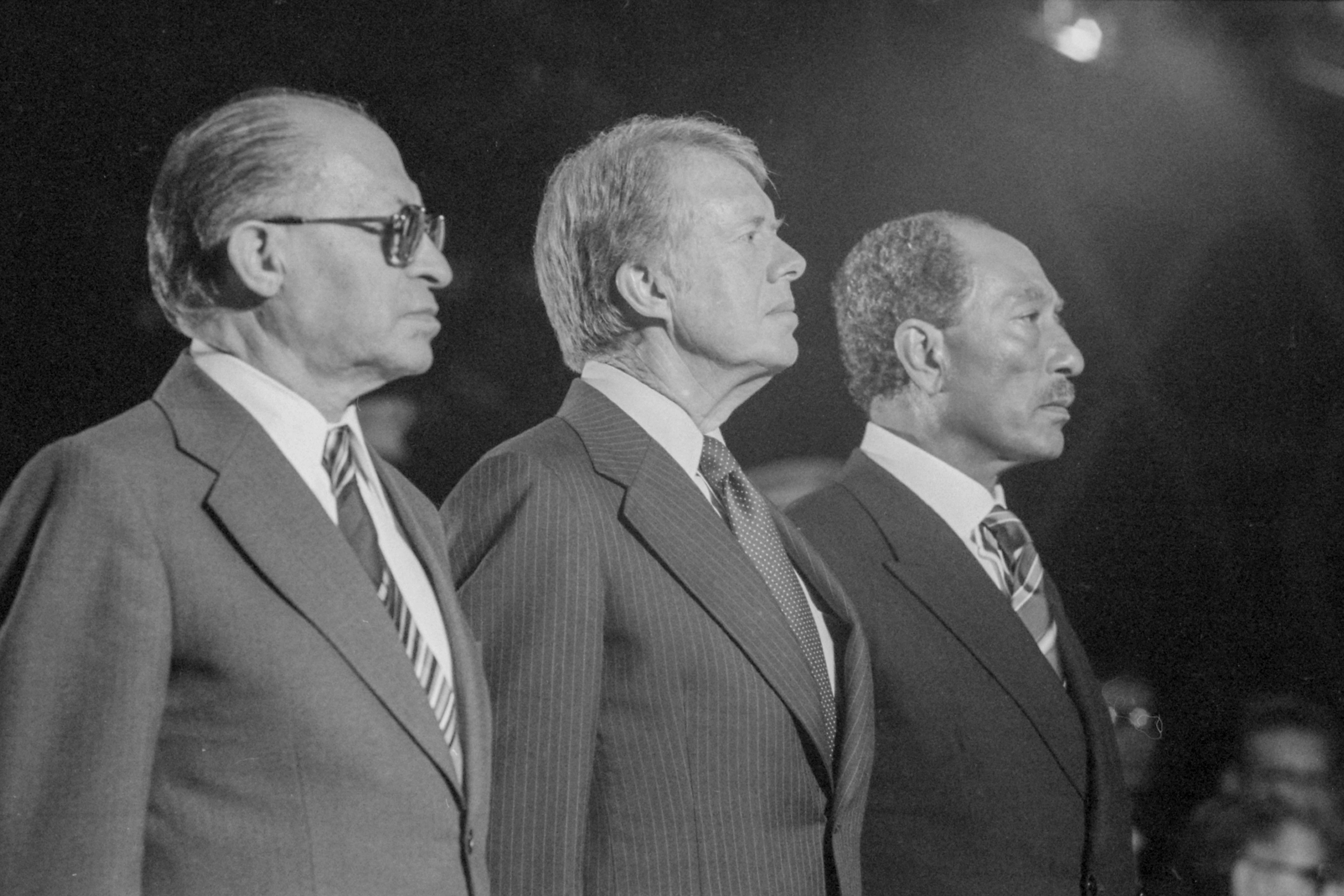
Бегин, Джимми Картер и Анвар Садат на подписании Кэмп-Дэвидского соглашения, 1978

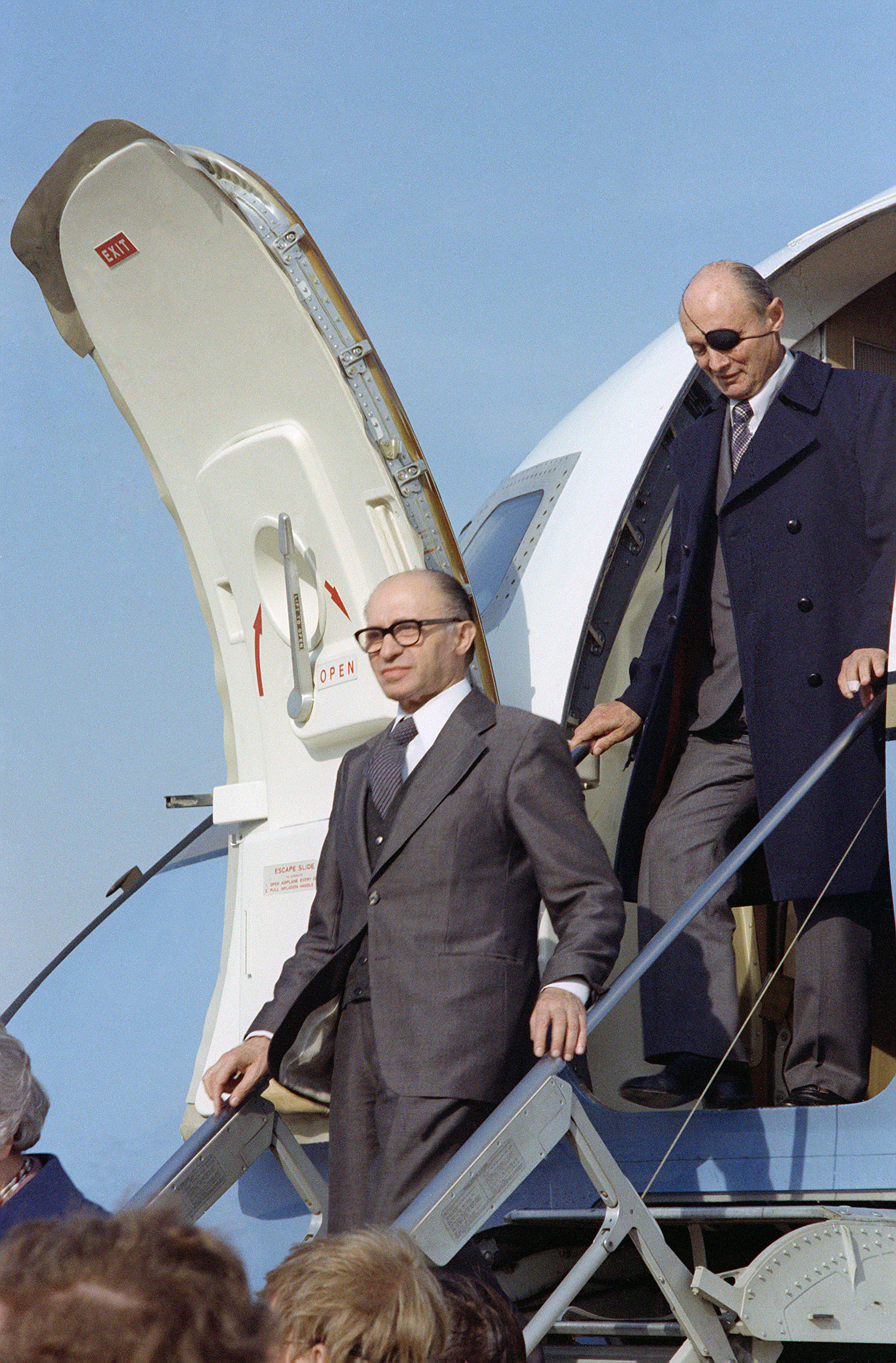
Премьер-министр Менахем Бегин и министр иностранных дел Моше Даян, База ВВС США «Эндрюс», штат Мэриленд, США, 21 марта 1978 года.

В качестве Премьер-министра провел решительную программу либерализации экономики (так называемый «октябрьский экономический переворот» 1977 г.); кроме того активно проводил в жизнь программу сокращения социального разрыва между ашкеназами и сефардами, разработав для подъёма жизненного и культурного уровня восточных евреев широкомасштабную программу. «Экономический переворот» Бегина оказался акцией более чем спорной, так как слишком стремительное разгосударствление экономики привело к потере контроля над ней, инфляции (1980 г. — 130 %), что вынудило Бегина частично отступить от программы. Однако переизбрание Бегина в 1981 году свидетельствует, что в целом израильское общество было удовлетворено его политикой. В области внешней политики Бегин выступал за сохранение присутствия Израиля на спорных территориях (Иудея и Самария), но в то же время за мирное урегулирование с Египтом путём возвращения ему Синайского полуострова.

#### Мир с Египтом
Вскоре после прихода к власти он стал инициатором переговоров с президентом Египта Анваром Садатом, завершившихся подписанием в сентябре 1978 года израильско-египетского мирного договора (полноформатный мирный договор был подписан на лужайке перед Белым домом 26 марта 1979). За это Бегин, наряду с Садатом, получил Нобелевскую премию мира.

#### Уничтожение иракского ядерного реактора
В июне 1981 года по приказу Бегина израильская авиация уничтожила иракский атомный реактор, лишив таким образом Саддама Хусейна возможности получить атомную бомбу. Вскоре после этого правительство и Бегин изложили то, что стало известно как доктрина Бегина: «Мы ни в коем случае не позволим врагу разрабатывать оружие массового поражения против народа Израиля».
Многие иностранные правительства, в том числе Соединённые Штаты, осудили операцию, а Совет Безопасности ООН единогласно принял резолюцию 487, осуждая её. Израильская левая оппозиция также критиковала это в то время, но главным образом потому, что она была приурочена к внутренним выборам только через три недели, когда Ликуд был переизбран.

#### Последние годы жизни
Бегин полагал, что мир с Египтом развязывает Израилю руки для полного уничтожения ООП, и с этой целью он начал в 1982 году вторжение в Ливан (операция «Мир для Галилеи»). Однако большие потери в Ливане, раскол в обществе по отношению к ливанской войне на фоне отчёта «Комиссии Кахана» и смерть жены привели к нервному срыву, результатом которого явилась его отставка 15 сентября 1983 года.
Последние годы прожил, отойдя от всякой публичной деятельности, в Иерусалиме и Тель-Авиве, где и умер. Похоронен на Масличной горе в Иерусалиме, рядом с казненными англичанами членами «Иргун». Его похороны, не носившие официального характера, тем не менее собрали тысячи людей.

## Личная жизнь
Во время одной из сионистских встреч как председатель Betar Бегин познакомился со своей будущей женой Ализой Арнольд, дочерью его хозяина.
Пара вступила в брак 29 мая 1939 года. У них было трое детей: Биньямин, Лия и Хасия.
Бегин был привержен еврейской религиозной традиции и считал себя религиозным евреем.

## Личные качества
Историк М. Хейфиц характеризует Бегина так: «Бегин был скромный европейский человек, хорошо воспитанный, сдержанный».
Он считался прекрасным оратором и полемистом; противники называли его «демагогом». Владел девятью языками и вообще обладал лингвистическими способностями: в гимназии латынь была одним из его любимых предметов.
Знавшие Бегина лично отмечали его особую элегантность и джентльменство (он, например, даже в самую сильную жару ходил в костюме и при галстуке). Даже при аресте в 1940 году Бегин отправился в тюрьму, не забыв начистить ботинки и повязать галстук.
В то же время был, как указывалось, скромен, охотно общался с «простыми людьми».

## Книги Бегина
Бегин — автор статей и трёх книг мемуарного характера:
- «Восстание» (о подпольной борьбе «Иргун», 1950, русский перевод Т.-А., 1976);
- «В белые ночи» (1953, о советской тюрьме и лагере; русский перевод Т.-А. 1978, Иер.-М., 1991; М., 1993):
- «В подполье: сочинения и документы» (4 тт., 1959-61).

Книга «В белые ночи», законченная за месяц до смерти Сталина, завершается любопытным предсказанием судьбы, ожидающей СССР после смерти диктатора: Бегин отвергает как мнение, что СССР развалится, так и мнение, что всё останется по-прежнему, но полагает, что борьба между преемниками Сталина, как и нарастание центробежных стремлений меньшинств, могут со временем привести к внутренним преобразованиям в советской стране.

## Увековечение памяти
29 октября 2013 года в городе Бресте установлен бюст лауреата Нобелевской премии мира, премьер-министра Израиля в 1977—1983 годах Менахема Бегина. Бюст установлен недалеко от дома, в котором когда-то располагалась школа, где он учился. Над памятником работали: лауреат Ленинской премии СССР, председатель Союза белорусских еврейских общественных объединений и общин архитектор Леонид Левин, автор эскизных проектов Алеся Гурщенкова, главный архитектор Бреста Олег Ляшук и архитектор Константин Селиханов (Минск).
В 2013 году, на берегу реки Печора, на том месте, куда во времена ГУЛАГа приставали баржи с заключенными, была установлена плита с упоминанием Менахема Бегина, как одного из «подневольных строителей Печорского моста». Плита в дальнейшем подверглась нападениям вандалов.
В том же 2013 году, незадолго до 100-летнего юбилея Менахема Бегина, Коми посетила большая группа журналистов и общественных деятелей из Израиля, в составе которой была дочь Менахема Бегина Хасия Мило. В ходе этого визита, организованного лидером Еврейской национально-культурной автономии в Коми Леонидом Зильбергом, гости посетили Сыктывкар и Печору и участвовали в открытии установленной ранее плиты.